# Боровица (Житомирская область)
Боровица (укр. Боровиця) — село на Украине, основано в 1836 году, находится в Коростенском районе Житомирской области.
Код КОАТУУ — 1822381002. Население по переписи 2001 года составляет 155 человек. Почтовый индекс — 11554. Телефонный код — 4142. Занимает площадь 1,011 км².

## Адрес местного совета
11554, Житомирская область, Коростенский р-н, с.Выгов, ул.Первомайская, 16